# Списак награда игре The Witcher 3: Wild Hunt
The Witcher 3: Wild Hunt на српском Вештац 3: Дивљи Лов (пољ. Wiedźmin 3: Dziki Gon) је акциони РПГ смештен у отвореном окружењу, развијен од стране CD Projekt RED. Најављен је у фебруару 2013, а објављен је за Windows, PlayStation 4, и Xbox One 19. маја 2015. Игра је трећа у низу, претходе јој The Witcher и The Witcher 2: Assassins of Kings, који се заснивају на низу романа епске фантастике аутора Анджеја Сапковског.

## Accolades
| Date             | Award                                               | Category                                              | Recipient(s) and Nominee(s)                         | Result     | Ref.   |
| ---------------- | --------------------------------------------------- | ----------------------------------------------------- | --------------------------------------------------- | ---------- | ------ |
| 25 October 2013  | 31st Golden Joystick Awards                         | Most Wanted                                           | The Witcher 3: Wild Hunt                            | Освојено   | [ 3 ]  |
| 24 October 2014  | 32nd Golden Joystick Awards                         | Most Wanted                                           | The Witcher 3: Wild Hunt                            | Освојено   | [ 4 ]  |
| 5 December 2014  | The Game Awards 2014                                | Most Anticipated Game                                 | The Witcher 3: Wild Hunt                            | Освојено   | [ 5 ]  |
| 30 October 2015  | 33rd Golden Joystick Awards                         | Game of the Year                                      | The Witcher 3: Wild Hunt                            | Освојено   | [ 6 ]  |
| 30 October 2015  | 33rd Golden Joystick Awards                         | Best Gaming Moment                                    | The Witcher 3: Wild Hunt                            | Освојено   | [ 6 ]  |
| 30 October 2015  | 33rd Golden Joystick Awards                         | Best Storytelling                                     | The Witcher 3: Wild Hunt                            | Освојено   | [ 6 ]  |
| 30 October 2015  | 33rd Golden Joystick Awards                         | Best Visual Design                                    | The Witcher 3: Wild Hunt                            | Освојено   | [ 6 ]  |
| 30 October 2015  | 33rd Golden Joystick Awards                         | Studio of the Year                                    | CD Projekt RED for The Witcher 3: Wild Hunt         | Освојено   | [ 6 ]  |
| 3 December 2015  | The Game Awards 2015                                | Game of the Year                                      | The Witcher 3: Wild Hunt                            | Освојено   | [ 7 ]  |
| 3 December 2015  | The Game Awards 2015                                | Best RPG                                              | The Witcher 3: Wild Hunt                            | Освојено   | [ 7 ]  |
| 3 December 2015  | The Game Awards 2015                                | Best Narrative                                        | Marcin Blacha and Borys Pugacz-Muraszkiewicz        | Номинација | [ 8 ]  |
| 3 December 2015  | The Game Awards 2015                                | Best Score/Soundtrack                                 | Marcin Przybyłowicz, Mikolai Stroinski and Percival | Номинација | [ 8 ]  |
| 3 December 2015  | The Game Awards 2015                                | Best Performance                                      | Doug Cockle as Geralt (The Witcher 3: Wild Hunt)    | Номинација | [ 8 ]  |
| 3 December 2015  | The Game Awards 2015                                | Best Art Direction                                    | The Witcher 3: Wild Hunt                            | Номинација | [ 8 ]  |
| 3 December 2015  | The Game Awards 2015                                | Developer of the Year                                 | CD Projekt RED for The Witcher 3: Wild Hunt         | Освојено   | [ 7 ]  |
| 7 December 2015  | Slant Magazine's 25 Best Video Games of 2015        | Game of the Year                                      | The Witcher 3: Wild Hunt                            | Освојено   | [ 9 ]  |
| 9 December 2015  | jeuxvideo.com Best PC Games of 2015                 | Game of the Year                                      | The Witcher 3: Wild Hunt                            | Освојено   | [ 10 ] |
| 11 December 2015 | jeuxvideo.com Best PS4 Games of 2015                | Game of the Year                                      | The Witcher 3: Wild Hunt                            | Освојено   | [ 11 ] |
| 16 December 2015 | GameSpot's Best PS4 Games of 2015                   | Game of the Year                                      | The Witcher 3: Wild Hunt                            | Освојено   | [ 12 ] |
| 16 December 2015 | The Telegraph Video Game Awards 2015                | Game of the Year                                      | The Witcher 3: Wild Hunt                            | Runner-Up  | [ 13 ] |
| 16 December 2015 | The Telegraph Video Game Awards 2015                | Best Sound Design                                     | The Witcher 3: Wild Hunt                            | Номинација | [ 13 ] |
| 16 December 2015 | The Telegraph Video Game Awards 2015                | Best Narrative                                        | The Witcher 3: Wild Hunt                            | Номинација | [ 13 ] |
| 16 December 2015 | The Telegraph Video Game Awards 2015                | Best Performance                                      | Doug Cockle as Geralt (The Witcher 3: Wild Hunt)    | Номинација | [ 13 ] |
| 16 December 2015 | The Telegraph Video Game Awards 2015                | Technical Achievement                                 | The Witcher 3: Wild Hunt                            | Освојено   | [ 13 ] |
| 18 December 2015 | The A.V. Club Readers’ Poll                         | Game of the Year (Readers' Choice)                    | The Witcher 3: Wild Hunt                            | Освојено   | [ 14 ] |
| 18 December 2015 | Cheat Code Central's Cody Awards 2015               | Game of the Year                                      | The Witcher 3: Wild Hunt                            | Освојено   | [ 15 ] |
| 18 December 2015 | Cheat Code Central's Cody Awards 2015               | Best Male Character                                   | Geralt of Rivia (The Witcher 3: Wild Hunt)          | Освојено   | [ 16 ] |
| 18 December 2015 | Cheat Code Central's Cody Awards 2015               | Best RPG                                              | The Witcher 3: Wild Hunt                            | Освојено   | [ 17 ] |
| 18 December 2015 | Cheat Code Central's Cody Awards 2015               | Best Sound                                            | The Witcher 3: Wild Hunt                            | Освојено   | [ 18 ] |
| 18 December 2015 | Cheat Code Central's Cody Awards 2015               | Studio of the Year                                    | CD Projekt RED for The Witcher 3: Wild Hunt         | Освојено   | [ 19 ] |
| 18 December 2015 | The Guardian's Top 25 Best Games of 2015            | Best Game                                             | The Witcher 3: Wild Hunt                            | Runner-Up  | [ 20 ] |
| 19 December 2015 | GameSpot's Best Xbox One Games of 2015              | Game of the Year                                      | The Witcher 3: Wild Hunt                            | Освојено   | [ 21 ] |
| 20 December 2015 | Mirror Online's Best Games of 2015                  | Game of the Year                                      | The Witcher 3: Wild Hunt                            | Освојено   | [ 22 ] |
| 20 December 2015 | GameSpot's Best PC Games of 2015                    | Game of the Year                                      | The Witcher 3: Wild Hunt                            | Освојено   | [ 23 ] |
| 22 December 2015 | Kill Screen's Best Videogames of 2015               | Game of the Year                                      | The Witcher 3: Wild Hunt                            | Освојено   | [ 24 ] |
| 21 December 2015 | GameSpot's Game of the Year 2015                    | Game of the Year                                      | The Witcher 3: Wild Hunt                            | Освојено   | [ 25 ] |
| 26 December 2015 | PC Games's Best Games of 2015                       | Best RPG                                              | The Witcher 3: Wild Hunt                            | Освојено   | [ 26 ] |
| 27 December 2015 | Ars Technica's Best of 2015                         | Best Game                                             | The Witcher 3: Wild Hunt                            | Third      | [ 27 ] |
| 27 December 2015 | Digital Spy's 20 Best Games of 2015                 | Game of the Year                                      | The Witcher 3: Wild Hunt                            | Освојено   | [ 28 ] |
| 27 December 2015 | Eurogamer.it Best Games of 2015                     | Game of the Year                                      | The Witcher 3: Wild Hunt                            | Освојено   | [ 29 ] |
| 28 December 2015 | PC Games's Best Games of 2015                       | Best Studio                                           | CD Projekt RED for The Witcher 3: Wild Hunt         | Освојено   | [ 30 ] |
| 28 December 2015 | Wired's Top 10 Best Videogames of 2015              | Best Game                                             | CD Projekt RED for The Witcher 3: Wild Hunt         | Runner-Up  | [ 31 ] |
| 31 December 2015 | EGM’s Best of 2015                                  | Game of the Year                                      | The Witcher 3: Wild Hunt                            | Освојено   | [ 32 ] |
| 31 December 2015 | GamesRadar's Game of the Year 2015                  | Game of the Year                                      | The Witcher 3: Wild Hunt                            | Runner-Up  | [ 33 ] |
| 31 December 2015 | PC Games's Best PC Games of 2015                    | Game of the Year (Readers' Choice)                    | The Witcher 3: Wild Hunt                            | Освојено   | [ 34 ] |
| 31 December 2015 | PC Games's Best PS4 Games of 2015                   | Game of the Year (Readers' Choice)                    | The Witcher 3: Wild Hunt                            | Освојено   | [ 35 ] |
| 31 December 2015 | Shacknews Game of the Year 2015                     | Game of the Year                                      | The Witcher 3: Wild Hunt                            | Освојено   | [ 36 ] |
| 1 January 2016   | Game Revolution's Best of 2015 Awards               | Game of the Year                                      | The Witcher 3: Wild Hunt                            | Runner-Up  | [ 37 ] |
| 1 January 2016   | Game Revolution's Best of 2015 Awards               | Best Developer                                        | CD Projekt RED                                      | Освојено   | [ 38 ] |
| 1 January 2016   | Game Revolution's Best of 2015 Awards               | Best DLC                                              | The Witcher 3: Hearts of Stone                      | Освојено   | [ 39 ] |
| 1 January 2016   | Game Revolution's Best of 2015 Awards               | Best Story                                            | The Witcher 3: Wild Hunt                            | Номинација | [ 40 ] |
| 1 January 2016   | Game Revolution's Best of 2015 Awards               | Best Art Direction                                    | The Witcher 3: Wild Hunt                            | Номинација | [ 41 ] |
| 1 January 2016   | Game Revolution's Best of 2015 Awards               | Best Soundtrack                                       | The Witcher 3: Wild Hunt                            | Номинација | [ 42 ] |
| 1 January 2016   | Game Revolution's Best of 2015 Awards               | Best RPG                                              | The Witcher 3: Wild Hunt                            | Номинација | [ 43 ] |
| 1 January 2016   | Official Xbox Magazine Game of the Year Awards 2015 | Game of the Year                                      | The Witcher 3: Wild Hunt                            | Освојено   | [ 44 ] |
| 1 January 2016   | The Escapist Game of the Year 2015                  | Game of the Year (Editors' Choice)                    | The Witcher 3: Wild Hunt                            | Освојено   | [ 45 ] |
| 4 January 2016   | The Escapist Game of the Year 2015                  | Game of the Year (Readers' Choice)                    | The Witcher 3: Wild Hunt                            | Освојено   | [ 46 ] |
| 6 January 2016   | Game Informer Best of 2015 Awards                   | Game of the Year (Editors' Choice)                    | The Witcher 3: Wild Hunt                            | Освојено   | [ 47 ] |
| 6 January 2016   | Game Informer Best of 2015 Awards                   | Game of the Year (Readers' Choice)                    | The Witcher 3: Wild Hunt                            | Освојено   | [ 48 ] |
| 7 January 2016   | Sixth Annual Metacritic User Poll                   | Game of the Year (Readers' Choice)                    | The Witcher 3: Wild Hunt                            | Освојено   | [ 49 ] |
| 8 January 2016   | IGN's Best of 2015                                  | Game of the Year (Editors' Choice)                    | The Witcher 3: Wild Hunt                            | Освојено   | [ 50 ] |
| 8 January 2016   | IGN's Best of 2015                                  | Game of the Year (Readers' Choice)                    | The Witcher 3: Wild Hunt                            | Освојено   | [ 50 ] |
| 8 January 2016   | IGN's Best of 2015                                  | PC Game of the Year (Readers' Choice)                 | The Witcher 3: Wild Hunt                            | Освојено   | [ 51 ] |
| 8 January 2016   | IGN's Best of 2015                                  | PlayStation 4 Game of the Year                        | The Witcher 3: Wild Hunt                            | Номинација | [ 52 ] |
| 8 January 2016   | IGN's Best of 2015                                  | Xbox One Game of the Year                             | The Witcher 3: Wild Hunt                            | Номинација | [ 53 ] |
| 8 January 2016   | IGN's Best of 2015                                  | Best Art Direction (Readers' Choice)                  | The Witcher 3: Wild Hunt                            | Освојено   | [ 54 ] |
| 8 January 2016   | IGN's Best of 2015                                  | Technical Excellence (Readers' Choice)                | The Witcher 3: Wild Hunt                            | Освојено   | [ 55 ] |
| 8 January 2016   | IGN's Best of 2015                                  | Best Original Music                                   | The Witcher 3: Wild Hunt                            | Освојено   | [ 56 ] |
| 8 January 2016   | IGN's Best of 2015                                  | Best Performances (Readers' Choice)                   | The Witcher 3: Wild Hunt                            | Освојено   | [ 57 ] |
| 8 January 2016   | IGN's Best of 2015                                  | Best Story (Readers' Choice)                          | The Witcher 3: Wild Hunt                            | Освојено   | [ 58 ] |
| 8 January 2016   | IGN's Best of 2015                                  | Best Expansion (Readers' Choice)                      | The Witcher 3: Hearts of Stone                      | Освојено   | [ 59 ] |
| 11 January 2016  | 68th Writers Guild of America Awards                | Outstanding Achievement in Videogame Writing          | The Witcher 3: Wild Hunt                            | Номинација | [ 60 ] |
| 5 February 2016  | IGN AU Black Beta Select Awards 2015                | Game of the Year                                      | The Witcher 3: Wild Hunt                            | Освојено   | [ 61 ] |
| 18 February 2016 | 19th Annual D.I.C.E. Awards                         | Game of the Year                                      | The Witcher 3: Wild Hunt                            | Номинација | [ 62 ] |
| 18 February 2016 | 19th Annual D.I.C.E. Awards                         | Outstanding Achievement in Game Direction             | The Witcher 3: Wild Hunt                            | Номинација | [ 62 ] |
| 18 February 2016 | 19th Annual D.I.C.E. Awards                         | Outstanding Achievement in Character                  | Geralt of Rivia (The Witcher 3: Wild Hunt)          | Номинација | [ 62 ] |
| 18 February 2016 | 19th Annual D.I.C.E. Awards                         | Outstanding Achievement in Original Music Composition | The Witcher 3: Wild Hunt                            | Номинација | [ 62 ] |
| 18 February 2016 | 19th Annual D.I.C.E. Awards                         | Outstanding Achievement in Story                      | The Witcher 3: Wild Hunt                            | Освојено   | [ 62 ] |
| 18 February 2016 | 19th Annual D.I.C.E. Awards                         | Outstanding Technical Achievement                     | The Witcher 3: Wild Hunt                            | Освојено   | [ 62 ] |
| 18 February 2016 | 19th Annual D.I.C.E. Awards                         | Outstanding Achievement in Game Design                | The Witcher 3: Wild Hunt                            | Освојено   | [ 62 ] |
| 17 March 2016    | 16th Annual Game Developers Choice Awards           | Game of the Year                                      | The Witcher 3: Wild Hunt                            | Освојено   | [ 1 ]  |
| 17 March 2016    | 16th Annual Game Developers Choice Awards           | Best Technology                                       | The Witcher 3: Wild Hunt                            | Освојено   | [ 1 ]  |
| 19 March 2016    | 2016 SXSW Gaming Awards                             | Game of the Year                                      | The Witcher 3: Wild Hunt                            | Освојено   | [ 63 ] |
| 19 March 2016    | 2016 SXSW Gaming Awards                             | Excellence in Gameplay                                | The Witcher 3: Wild Hunt                            | Номинација | [ 63 ] |
| 19 March 2016    | 2016 SXSW Gaming Awards                             | Excellence in Art                                     | The Witcher 3: Wild Hunt                            | Номинација | [ 63 ] |
| 19 March 2016    | 2016 SXSW Gaming Awards                             | Excellence in Technical Achievement                   | The Witcher 3: Wild Hunt                            | Освојено   | [ 63 ] |
| 19 March 2016    | 2016 SXSW Gaming Awards                             | Excellence in Visual Achievement                      | The Witcher 3: Wild Hunt                            | Освојено   | [ 63 ] |
| 19 March 2016    | 2016 SXSW Gaming Awards                             | Excellence in Narrative                               | The Witcher 3: Wild Hunt                            | Освојено   | [ 63 ] |
| 19 March 2016    | 2016 SXSW Gaming Awards                             | Excellence in Musical Score                           | The Witcher 3: Wild Hunt                            | Номинација | [ 63 ] |
| 19 March 2016    | 2016 SXSW Gaming Awards                             | Most Enduring Character                               | Geralt (The Witcher 3: Wild Hunt)                   | Номинација | [ 63 ] |
| 21 March 2016    | 15th NAVGTR Awards                                  | Game of the Year                                      | The Witcher 3: Wild Hunt                            | Освојено   | [ 64 ] |
| 21 March 2016    | 15th NAVGTR Awards                                  | Animation, Technical                                  | The Witcher 3: Wild Hunt                            | Освојено   | [ 64 ] |
| 21 March 2016    | 15th NAVGTR Awards                                  | Art Direction, Period Influence                       | The Witcher 3: Wild Hunt                            | Освојено   | [ 64 ] |
| 21 March 2016    | 15th NAVGTR Awards                                  | Art Direction, Fantasy                                | The Witcher 3: Wild Hunt                            | Освојено   | [ 64 ] |
| 21 March 2016    | 15th NAVGTR Awards                                  | Camera Direction in a Game Engine                     | The Witcher 3: Wild Hunt                            | Освојено   | [ 64 ] |
| 21 March 2016    | 15th NAVGTR Awards                                  | Control Design, 3D                                    | The Witcher 3: Wild Hunt                            | Номинација | [ 64 ] |
| 21 March 2016    | 15th NAVGTR Awards                                  | Costume Design                                        | The Witcher 3: Wild Hunt                            | Освојено   | [ 64 ] |
| 21 March 2016    | 15th NAVGTR Awards                                  | Direction in a Game Cinema                            | The Witcher 3: Wild Hunt                            | Освојено   | [ 64 ] |
| 21 March 2016    | 15th NAVGTR Awards                                  | Game Design, Franchise                                | The Witcher 3: Wild Hunt                            | Освојено   | [ 64 ] |
| 21 March 2016    | 15th NAVGTR Awards                                  | Game Engineering                                      | The Witcher 3: Wild Hunt                            | Освојено   | [ 64 ] |
| 21 March 2016    | 15th NAVGTR Awards                                  | Graphics, Technical                                   | The Witcher 3: Wild Hunt                            | Номинација | [ 64 ] |
| 21 March 2016    | 15th NAVGTR Awards                                  | Original Dramatic Score, Franchise                    | The Witcher 3: Wild Hunt                            | Освојено   | [ 64 ] |
| 21 March 2016    | 15th NAVGTR Awards                                  | Performance in a Drama, Lead                          | Doug Cockle as "Geralt"                             | Освојено   | [ 64 ] |
| 21 March 2016    | 15th NAVGTR Awards                                  | Performance in a Drama, Lead                          | William Roberts as "Uncle Vesemir"                  | Номинација | [ 64 ] |
| 21 March 2016    | 15th NAVGTR Awards                                  | Sound Editing in a Game Cinema                        | The Witcher 3: Wild Hunt                            | Освојено   | [ 64 ] |
| 21 March 2016    | 15th NAVGTR Awards                                  | Writing in a Drama                                    | The Witcher 3: Wild Hunt                            | Освојено   | [ 64 ] |
| 21 March 2016    | 15th NAVGTR Awards                                  | Game, Franchise Role Playing                          | The Witcher 3: Wild Hunt                            | Освојено   | [ 64 ] |
| 7 April 2016     | 12th British Academy Games Awards                   | Artistic Achievement                                  | The Witcher 3: Wild Hunt                            | Номинација | [ 65 ] |
| 7 April 2016     | 12th British Academy Games Awards                   | Audio Achievement                                     | The Witcher 3: Wild Hunt                            | Номинација | [ 65 ] |
| 7 April 2016     | 12th British Academy Games Awards                   | Best Game                                             | The Witcher 3: Wild Hunt                            | Номинација | [ 65 ] |
| 7 April 2016     | 12th British Academy Games Awards                   | Game Design                                           | The Witcher 3: Wild Hunt                            | Номинација | [ 65 ] |
| 7 April 2016     | 12th British Academy Games Awards                   | Performer                                             | Doug Cockle as Geralt of Rivia                      | Номинација | [ 65 ] |
| 7 April 2016     | 12th British Academy Games Awards                   | Persistent Game                                       | The Witcher 3: Wild Hunt                            | Номинација | [ 65 ] |
| 7 April 2016     | 12th British Academy Games Awards                   | Story                                                 | The Witcher 3: Wild Hunt                            | Номинација | [ 65 ] |